# تشارلز ويب (مهندس معماري)
تشارلز ويب (بالإنجليزية: Charles Webb)‏ هو مهندس معماري أسترالي، ولد في 26 نوفمبر 1821، وتوفي في 23 يناير 1898.